# Señora Isabel
Señora Isabel es una exitosa serie colombiana realizada en 1993 por la extinta programadora de televisión Coestrellas. Fue protagonizada por la primera actriz Judy Henríquez y Luis Mesa y con las actuaciones antagónicas de Álvaro Ruiz, Teresa Gutiérrez y Martha Liliana Ruiz. La historia fue escrita por Bernardo Romero Pereiro  y Mónica Agudelo.

## Sinopsis
En esta historia, la protagonista es una mujer de cincuenta años que es abandonada por su esposo para irse a vivir con una mujer veinte años más joven que él. Pero ella en su soledad se enamora de un hombre varios años menor que ella, aunque había dejado de creer en el amor. Esta historia retrata la sexualidad a los 50 años, una etapa crítica en hombres y mujeres.

## Elenco
- Judy Henríquez - Isabel Domínguez Calderón de San Martín
- Luis Mesa - Miguel Ángel Matiz Núñez
- Álvaro Ruiz - Juan David San Martín Angarita
- María Eugenia Dávila - María Consuelo Molina Vallejo
- Teresa Gutiérrez - Julia Emma Calderón Vda de Domínguez
- Erika Schütz - Juliana San Martín Domínguez
- Ana María Hoyos - Ximena San Martín Domínguez
- Juan Carlos Vargas - Pablo San Martín Domínguez
- Salvo Basile - Luis Fernando Osorio Gálvez
- Ana María Kamper - Beatriz Samper Pizano de Osorio
- Martha Liliana Ruiz - Viviana Garrido García
- Myriam de Lourdes - Marcela Miranda Muñoz
- Kristina Lilley - Rosario Domínguez Calderón
- Luis Fernando Bohórquez - Nicolás Canizales
- Juan Carlos Gutiérrez - Marcos Arrieta
- Orlando Pardo - Fernan
- Germán Rojas - Juan Camilo
- Magaly Caicedo - Ivana Mendoza
- Hansel Camacho
- Dora Cadavid - Sarita, cliente del salón de belleza

## Premios

### Premios TVyNovelas
- Mejor serie
- Mejor libretista: Bernardo Romero Pereiro y Mónica Agudelo
- Mejor actriz de reparto de telenovela: María Eugenia Dávila

### Premios India Catalina
- Mejor serie o miniserie

## Otras versiones
- En 1985, esta historia tuvo un antecedente llamado La Señora que fue protagonizado por Gloria Gómez y Guillermo Gálvez. Aquí la protagonista cumplía 40 años y decidía matricularse en la facultad de Derecho, donde conoce a su enamorado.  Esta miniserie fue producida por COESTRELLAS y su emisión era sabatina.  Se presentó en el espacio "En escena".
- En 1997 la productora TV Azteca realizó una adaptación muy exitosa titulada Mirada de mujer, producida por Epigmenio Ibarra y Carlos Payán y protagonizada por Angélica Aragón, Ari Telch y Fernando Luján. En 2003 se realizó una secuela titulada Mirada de mujer, el regreso, escrita por Luis Felipe Ybarra con tramas inéditas del original.
- En 1999, TV Azteca y Argos Comunicación realizaron una versión titulada La vida en el espejo, producida por Marcela Mejia y protagonizada por Gonzalo Vega, Sasha Sokol y Rebecca Jones. Esta adaptación cambio los géneros de los protagonistas y en su lugar contó la historia de un hombre engañado y abandonado por su esposa. Curiosamente, Judy Henríquez (quien protagonizò la versiòn colombiana de 1993) tiene una participación especial como la hermana mayor conservadora de Gonzalo Vega.
- En 2001, TVI hizo una versión portuguesa que llevó por título Nunca Digas Adeus, protagonizada por Lídia Franco, Tozé Martinho y Nuno Homem de Sá.
- En 2007, R.T.I. Televisión y  Telemundo realizaron una nueva versión titulada Victoria, producida por Hugo León Ferrer y protagonizada por Victoria Ruffo, Mauricio Ochmann, Arturo Peniche y Andrea López.
- En 2021 W Studios, Televisa y Univision realizan una nueva versión titulada Si nos dejan, producida por Carlos Bardasano y protagonizada por Mayrin Villanueva, Alexis Ayala y Marcus Ornellas.
- En 2023, los Estudios RCN del mismo canal realiza un nuevo remake llamado  Ana de Nadie, estelarizado por Paola Turbay, Sebastián Carvajal y Jorge Enrique Abello. Curiosamente, Judy Henríquez (quien protagonizò la versiòn de 1993 y es la titular de los derechos de autor) es la madre cruel y clasista de Ana.